# Porcellio xavieri
Porcellio xavieri là một loài chân đều trong họ Porcellionidae. Loài này được Arcangeli miêu tả khoa học năm 1958.